# Televisão de Moçambique
Televisão de Moçambique (TVM) est une chaîne de télévision publique mozambicaine. Son siège social et ses studios sont situés à Maputo, capitale du pays. Des centres de télévision provinciaux sont chargés de relayer les informations locales. Le budget de TVM est financé à hauteur de 60 % par le gouvernement, les 40 % restants étant issus des recettes publicitaires. 
Cette chaîne généraliste est affiliée à plusieurs organisations internationales, dont l'Union des radiodiffusions et télévisions nationales d'Afrique, l'Association de radio et télévision d'Afrique australe et la Télévision des communautés des pays de langue portugaise.

## Histoire
Les premières images de la télévision mozambicaine sont diffusées de façon expérimentale en 1979, à l'occasion de la foire internationale de Maputo. Le 3 février 1981 naît une « télévision expérimentale du Mozambique » diffusant chaque dimanche un court programme axé sur l'information (journal télévisé et reportages produits pendant la semaine). La chaîne est à cette époque un média modeste, comptant sur une équipe d'à peine quatorze techniciens et journalistes.
Au cours des années qui suivent, le nombre d'émissions croît sensiblement. Les émissions deviennent quotidiennes, à raison de cinq heures par jour en 1991. Le 16 juin de cette même année, un décret du gouvernement institue Televisão de Moçambique (TVM), entreprise publique de télédiffusion. Ses effectifs sont alors de 148 personnes (techniciens, journalistes, personnel de maintenance, personnel administratif).
De 1992 à 1998, TVM ouvre des bureaux régionaux et des émetteurs dans plusieurs villes de province (Beira, Nampula, Quelimane, Pemba). La couverture de TVM s'accroît encore avec le lancement de transmissions satellitaires le 25 juin 1999, permettant de desservir non seulement la totalité du territoire national, mais aussi une grande partie du continent africain et une partie du continent européen (en bande C).

## Programmes
Televisão de Moçambique est une chaîne de format généraliste émettant principalement en portugais. Sa grille des programmes laisse une grande place à l'information, présente à l'antenne sous forme de journaux télévisés (Telejornal), de bulletins d'information régionaux (Jornais provinciais) ou de magazines (Espaço público, África magazine, A semana). 
Les émissions débutent chaque jour à 5 heures 40 par des cours de gymnastique, suivis d'un programme mêlant divertissement et informations pratiques (Bom Dia Moçambique). Les matinées sont consacrées aux programmes éducatifs, au divertissement et à l'information (flash infos à 10 heures, 11 heures et midi, journal télévisé à 13 heures). 
Les après-midi laissent une grande place aux divertissements, aux magazines et aux dessins animés, le tout entrecoupé de flashs infos à chaque heure. Le journal du soir est diffusé à 20 heures, et est suivi d'un court programme pour les enfants (Bon sonhos). Les soirées sont dédiées aux séries, films, variétés ou retransmissions sportives, jusqu'au dernier journal, vers minuit.